# Мамо, не горюй 2
«Мамо, не горюй 2» (рос. Мама, не горюй 2) — російський художній фільм 2005 року. продовження фільму «Мамо, не горюй».

## Зміст
Події картини відбуваються через 8 років. Цього разу у центрі сюжету — не кримінальні розборки, а політичні інтриги. У приморському місті N починаються вибори мера. Кандидати — місцевий кримінальний авторитет Турист і міський Прокурор. Життя міста різко змінюється, боротьба за владу набирає обертів: у місто приїздять московські політтехнологи, щосили працює місцеве телебачення, задіяні всі кримінальні угрупування, підтримати кандидатів приїхали навіть зірки шоу-бізнесу. Усе йде непогано, доки на побивку не прибуває Морячок. Життя тихого містечка стає повністю непередбачуваним.

## Ролі
| Актор            | Роль                |
| ---------------- | ------------------- |
| Гоша Куценко     | Артур               |
| Сергій Колтаков  | прокурор            |
| Євген Сидихін    | Зубек               |
| Андрій Панін     | морячок             |
| Микола Чиндяйкін | майор               |
| Михайло Єфремов  | політтехнолог Моня  |
| Федір Бондарчук  | політтехнолог Льова |
| Ніна Русланова   | теща морячка        |
| Іван Бортник     | «Гітлер»            |
| Олена Шевченко   | Ксенія              |
| Іван Рижиков     | епізод              |
| Леонід Громов    | начальник в'язниці  |

## Знімальна група
- Автори сценарію: Костянтин Мурзенко, Максим Пежемський
- Режисер: Максим Пежемський
- Оператори: Андрій Жегалов, Дмитро Коробкін

## Факти
За мотивами фільму компанією Lazy Games у 2005 році була випущена пригодницька гра «Мамо, не горюй». Персонажів гри озвучили відомі актори, частина яких брала участь у зйомках фільму: Юрій Куценко, Олександр Баширов, Сергій Колтаков, Микола Чиндяйкін, Іван Бортник, Володимир Єпіфанцев.